# 南庄乡 (庆城县)
南庄乡，是中华人民共和国甘肃省庆阳市庆城县下辖的一个乡镇级行政单位。

## 行政区划
南庄乡下辖以下地区：
何家塬村、六寸塬村、东塬村、丰台村和新庄村。